# Fred Morton Locke
Fred Morton Locke (* 24. April 1861; † 15. April 1930) war ein US-amerikanischer Erfinder und Unternehmer in der Isolatoren-Industrie.
Seine Eltern waren William Morton Locke und Amy Jame Moore.
Er kam als telegraph operator der New York Central railroad nach Victor, New York. Er hielt die gebräuchlichen Glas-Isolatoren für untauglich und begann mit Porzellan zu experimentieren. 1894 entwickelte er den ersten Porzellan-Hochspannungs-Isolator. 1898 gründete er dort, zunächst in einer Sägemühle, seine Porzellan-Fabrik Victor Insulators, Inc.
1904 zog er sich aus dem Unternehmen zurück (oder wurde von Investoren herausgedrängt), überließ das Management seinem Sohn Fred J. Locke. 1905 war John S. Lapp dort einer der Mitarbeiter.
Heimlich gründete er 1904 in Lima, New York die Lima Insulator Co.
1914 erhielt er ein Patent auf Borosilikatglas.